# Amycolatopsis
Amycolatopsis — рід бактерій із високим вмістом ГЦ в межах родини Pseudonocardiaceae. Рід відомий продукуванням багатьох видів антибіотиків, включно з:
- Епоксихіноміцин є класом слабких антибіотиків та протизапальних засобів, пов'язаних з Amycolatopsis sulphurea[5];
- Ванкоміцин, отриманий з Amycolatopsis orientalis, застосовується проти інфекцій, стійких до інших антибіотиків;
- Рістоцетин, який продукується Amycolatopsis lurida, є антибіотиком, але його застосування було припинено через несприятливий вплив на аглютинацію тромбоцитів. Зараз він використовується для аналізу хвороби Віллебранда.

## Деградація біополімерів
Кілька бактерій з роду Amycolatopsis здатні ферментативно гідролізувати складно-ефірні зв'язки плівки полілактидної кислоти (PLA) у водному середовищі. Наразі це одна з небагатьох відомих бактерій, здатних біодеградувати біопластик поза компостними установками за відносно короткий проміжок часу.